# Los Planetas
Los Planetas (span., Die Planeten) sind eine Indie-Pop-Band aus Spanien. Ihre Mitglieder sind heute J bzw. Jota (eigentlich Juan Rodríguez; Gitarre, Gesang etc.), Florent (Gitarre etc.), Banin (Gitarre, Keyboard etc.), Miguel López (Bass) und Eric Jiménez (Schlagzeug etc.). Frühere Mitglieder sind Paco Rodríguez, May Oliver, Raúl Santos, Julián Méndez und Kieran Stephen.

## Geschichte
Los Planetas entstanden Anfang der 1990er Jahre in Granada unter dem Namen Los Subterráneos (Die Unterirdischen). 1992 gewannen sie unter ihrem heutigen Namen mit „Mi hermana pequeña“ (Meine kleine Schwester) einen Radiowettbewerb des staatlichen Populärmusik- und Kulturkanals Radio 3. Das Lied wurde 1993 auf der EP Medusa des kleinen und kurz zuvor gegründeten Labels Elefant Records veröffentlicht.
Ihr Stil, der oft der in Großbritannien entstandenen Richtung Shoegazing (oder Noise Pop) und zugerechnet wird, weist Einflüsse der britischen Bands Mercury Rev (frühe Phase), Spacemen 3 und Joy Division auf, zeigt sich aber auch von traditionell andalusischer Musik wie dem Flamenco inspiriert. Er war in Spanien in Verbindung mit spanischsprachigen Texten eine Neuigkeit. Mit den Alben Super 8 (1994) und Pop (1996) erspielten sich Los Planetas eine wachsende Fangemeinde von Identität suchenden Jugendlichen, die sie zu einer Referenzgröße in der spanischen Indie-Szene machten. Die Band litt in dieser Zeit aber auch unter Differenzen über die musikalische Richtung, die zu Trennungen von zweien der vier Gründungsmitglieder, Paco Rodríguez und May Oliver, führten.
Den Durchbruch zu allgemeiner Bekanntheit in Spanien markiert das Album „Unidad de Desplazamiento“, dessen Singleauskopplung „Santos que yo te pinté“ auf MTV España und anderen Musiksendern häufig zu sehen war.
Ein weiteres sehr bekanntes und charakteristisches Lied der Planetas ist „Un Buen Día“ (auf Unidad de Desplazamiento). Es beschreibt einen perfekten Tag, der ungeplant mit spätem Aufstehen, Kaffeetrinken und Comic-Lesen genossen wird. Nach dem Mittagsschläfchen bis 18 Uhr werden ab 22 Uhr mit Freunden in den Kneipen noch eine Reihe von Bieren aufgenommen. Er ist um 6 Uhr früh erst wieder zu Hause. An eine Person, die in dem Lied mit „Du“ angesprochen wird, hat er nur zwischendurch mal – geistesblitzartig – gedacht.
„Desorden“ auf Super 8 ist eine Hommage an Ian Curtis, den Sänger von Joy Division, der Titel eine Anspielung auf deren Song Disorder. Das 2007 erschienene Album La leyenda del espacio (dt. Die Legende vom Raum) enthält im Titel eine Hommage an das Album La leyenda del tiempo (dt. Die Legende von der Zeit), des Flamenco-Sängers Camarón von 1979, das erstmals Flamenco, Jazz und Rock verband.
Los Planetas stehen derzeit bei BMG Music Spain unter Vertrag.

## Diskografie

### Studioalben
| Jahr | Titel                                | Höchstplatzierung, Gesamtwochen, AuszeichnungChartsChartplatzierungen (Jahr, Titel, Platzierungen, Wochen, Auszeichnungen, Anmerkungen) | Anmerkungen                                                                            |
| Jahr | Titel                                | ES | Anmerkungen                                                                            |
| ---- | ------------------------------------ | --- | -------------------------------------------------------------------------------------- |
| 1994 | Super 8                              | ES5 (2 Wo.)ES | Charteinstieg ES: 2024                                                                 |
| 1996 | Pop                                  | ES7 (3 Wo.)ES | Charteinstieg ES: 2025                                                                 |
| 1998 | Una semana en el motor de un autobús | ES5 (3 Wo.)ES | Erstveröffentlichung: 13. April 1998 Charteinstieg ES: 2013, Höchstplatzierung: 2025   |
| 2000 | Unidad de Desplazamiento             | ES7 (2 Wo.)ES | Erstveröffentlichung: 2000 Charteinstieg ES: 2025                                      |
| 2002 | Encuentros con Entidades             | ES18 (2 Wo.)ES | Erstveröffentlichung: 2002 Charteinstieg ES: 2025                                      |
| 2007 | La leyenda del espacio               | ES8 (9 Wo.)ES | Erstveröffentlichung: 10. April 2007                                                   |
| 2010 | Una opera Egipcia                    | ES2 (15 Wo.)ES | Erstveröffentlichung: 13. April 2010                                                   |
| 2017 | Zona temporalmente autónoma          | ES2 (34 Wo.)ES | Erstveröffentlichung: 24. März 2017                                                    |
| 2019 | Fuerza nueva                         | ES2 (10 Wo.)ES | Erstveröffentlichung: 12. Oktober 2019 Fuerza Nueva feat. Los Planetas & Niño de Elche |
| 2022 | Las canciones del agua               | ES1 (7 Wo.)ES | Erstveröffentlichung: 21. Januar 2022                                                  |

grau schraffiert: keine Chartdaten aus diesem Jahr verfügbar
Weitere Studioalben
- 2004: Los Planetas contra la ley de la gravedad

### Kompilationen
| Jahr | Titel                            | Höchstplatzierung, Gesamtwochen, AuszeichnungChartsChartplatzierungen (Jahr, Titel, Platzierungen, Wochen, Auszeichnungen, Anmerkungen) | Anmerkungen                        |
| Jahr | Titel                            | ES | Anmerkungen                        |
| ---- | -------------------------------- | --- | ---------------------------------- |
| 2005 | Singles 1993-2004                | ES74 (2 Wo.)ES |                                    |
| 2009 | Principios básicos de astronomía | ES7 (12 Wo.)ES | Erstveröffentlichung: 7. Juli 2009 |

Weitere Kompilationen
- 1999: Canciones para una orquesta química (Doppel-CD mit Single-Auskopplungen früherer Alben)

### EPs
- 1993: Medusa (1993)
- 1995: Nuevas sensaciones (1995)
- 1999: ¡Dios existe! El rollo mesiánico de Los Planetas (1999)
- 2003: Los Planetas se disuelven (2003)
- 2009: Cuatro palos (2009)
- 2015: Dobles Fatigas (2015)
- 2018: Spotify Live (2018)

### Singles
| Jahr | Titel Album                                                     | Höchstplatzierung, Gesamtwochen, AuszeichnungChartsChartplatzierungen (Jahr, Titel, Album, Platzierungen, Wochen, Auszeichnungen, Anmerkungen) | Anmerkungen |
| Jahr | Titel Album                                                     | ES | Anmerkungen |
| ---- | --------------------------------------------------------------- | --- | ----------- |
| 1999 | Dios existe –                                                   | ES7 (5 Wo.)ES |             |
| 2000 | Vas a verme por la tele Unidad de desplazamiento                | ES2 (8 Wo.)ES |             |
| 2000 | Un buen día Unidad de desplazamiento                            | ES3 Gold · (5 Wo.)ES |             |
| 2001 | Santos que yo te pinte Unidad de desplazamiento                 | ES5 (3 Wo.)ES |             |
| 2001 | Maniobra de evasión Unidad de desplazamiento                    | ES13 (2 Wo.)ES |             |
| 2002 | Corrientes circulares en el tiempo Encuentros con entidades     | ES3 (12 Wo.)ES |             |
| 2002 | Pesadilla en el parque de atracciones Encuentros con entidades  | ES3 (6 Wo.)ES |             |
| 2002 | El espiritu de la navidad Encuentros con entidades              | ES7 (6 Wo.)ES |             |
| 2003 | El artista madridista Encuentros con entidades                  | ES5 (8 Wo.)ES |             |
| 2004 | Y además es imposible Los Planetas contra la ley de la gravedad | ES1 (12 Wo.)ES |             |
| 2004 | No ardieras Los Planetas contra la ley de la gravedad           | ES4 (6 Wo.)ES |             |
| 2007 | Alegrías del incendio La leyenda del espacio                    | ES1 (5 Wo.)ES |             |
| 2009 | Cuatro palos –                                                  | ES35 (2 Wo.)ES |             |
| 2017 | Espíritu olímpico Zona temporalmente autónoma                   | ES85 (1 Wo.)ES |             |